# PhilSports Arena
Het PhilSports Arena, voluit Philippine Institute of Sports Arena, is een overdekte multifunctionele arena in de Filipijnen. De PhilSports Arena bevindt zich in Pasig, Metro Manilla en is eigendom van en in beheer bij de Philippine Sports Commission. Tussen 1985 en 1992 en van 1999 tot 2002 werd het merendeel van de wedstrijden van de Filipijnse professionele basketbalcompetitie PBA hier gespeeld. Ook daarna zijn er zo nu en dan PBA-wedstrijden gespeeld. Behalve voor basketbalwedstrijden wordt de Arena ook wel gebruikt voor concerten en andere evenementen. 
De belangrijkste reguliere gebruiker van de arena is op dit moment de basketbalcompetitie UAAP, die dit stadion gebruikt als alternatief voor het Smart Araneta Coliseum. 